# Teoria dos erros
O ato de medir é, em essência, um ato de comparar, e essa comparação envolve erros de diversas origens (dos instrumentos, do operador, do processo de medida etc.).
Quando se pretende medir o valor de uma grandeza, pode-se realizar apenas uma ou várias medidas repetidas, dependendo das condições experimentais particulares ou ainda da postura adotada frente ao experimento. Em cada caso, deve-se extrair do processo de medida um valor adotado como melhor na representação da grandeza e ainda um limite de erro dentro do qual deve estar compreendido o valor real.

## Tipos de erro
- Erros nos dados experimentais e nos valores dos parâmetros:
  - Sistemáticos (nos dados de entrada) - Erros que atuam sempre no mesmo sentido e podem ser eliminados mediante uma seleção de aparelhagem e do método e condições de experimentação. A coleta de dados decorrente de medidas das observações e experimentos, na maioria das vezes, traz consigo erros que são inerentes aos próprios instrumentos de medida.
  - Fortuitos (gerados pelo modelo) - Erros com origem em causas indeterminadas que actuam em ambos os sentidos de forma não previsível. Estes erros podem ser atenuados, mas não completamente eliminados.
- Erros de truncatura - Resultam do uso de fórmulas aproximadas, ou seja, uma truncatura da realidade.É preciso fazermos a substituição de uma expressão ou fórmula infinita por uma finita ou discreta. Por exemplo, quando se tomam apenas alguns dos termos do desenvolvimento em série de uma função.
- Erros de arredondamento - Resultam da representação de números reais com um número finito de algarismos significativos.

## Erro absoluto e erro relativo
A partir do momento em que se calcula um resultado por aproximação, é preciso saber como estimar e delimitar o erro cometido nessa aproximação.
Todos os tipos de erro acima podem ser expressos como "erro absoluto" ou como "erro relativo". Também, pode ser tratados pela Análise Numérica ou pela Estatística.
Seja {\displaystyle X} um número com valor exacto e {\displaystyle x} um valor aproximado de {\displaystyle X}. A diferença entre o valor exato e o valor aproximado é o erro de X
Ao módulo deste valor, chama-se de Erro absoluto de X.
Como geralmente não temos acesso ao valor exato {\displaystyle X}, o erro absoluto não tem na maior parte dos casos utilidade prática. Assim, temos que determinar um majorante de {\displaystyle \Delta }. Este valor designa-se de {\displaystyle {\bar {\Delta }}}. Satisfaz a condição:
O mínimo do conjunto dos majorantes {\displaystyle {\bar {\Delta }}} de {\displaystyle \Delta }, chama-se "erro máximo absoluto" em que {\displaystyle x} representa {\displaystyle X}.
Em face das regras de arredondamento consideradas, um número com {\displaystyle m} casas decimais deve supor-se afectado de um erro máximo absoluto de:
Geralmente, mais útil do que o erro máximo absoluto é a relação entre este e a grandeza que está afectada pelo erro.
Ao quociente entre o "erro absoluto" e o módulo do valor exacto, chama-se Erro relativo de {\displaystyle X}.
{\displaystyle \delta ={\frac {\Delta }{|X|}}}
No entanto, na prática não temos acesso ao erro relativo e temos que usar o majorante deste.
Se {\displaystyle \Delta } muito menor que {\displaystyle X} então,
{\displaystyle \delta ={\frac {\Delta }{|X|}}\leq {\frac {\bar {\Delta }}{|x|}}}

### Exemplos
Sejam os valores {\displaystyle x}=0.000006 e {\displaystyle {\bar {x}}}=0.000004, o erro absoluto é de 2x10-6 e o erro relativo é de 0,33333...
Seja {\displaystyle p}={\displaystyle \scriptstyle {\pi }} e {\displaystyle p}*=3,1416, o erro absoluto é de 7.346x10-6 e o erro relativo é de 2.338x10-6.
Seja {\displaystyle v} = 40320 e {\displaystyle v}*=39990, o erro absoluto é de 4.2x10-2 e o erro relativo é de 1.042x10-2.

## Primeiro problema fundamental da teoria dos erros
Estando os dados de um problema afetados de erro, calcula-se um majorante do erro em que a solução calculada representa a solução exata.
1. Erro na avaliação de funções de uma variável
{\displaystyle \Delta x\leq |f'(x)|\Delta {\bar {x}}}
2. Erro na avaliação de funções com mais de uma variável
{\displaystyle \Delta x\leq \sum _{k=1}^{N}|{\frac {\delta f}{\delta x_{i}}}|{\bar {\Delta x_{i}^{0}}}}
que é a Fórmula Fundamental da Teoria dos Erros

## Problema inverso da teoria dos erros
O problema inverso da teoria dos erros consiste em determinar a precisão com que se devem utilizar os valores aproximados {\displaystyle x_{1}^{0},x_{2}^{0},x_{3}^{0},...x_{n}^{0}} de {\displaystyle x_{1},x_{2},x_{3},...,x_{n}} para que {\displaystyle f(x_{1}^{0},x_{2}^{0},x_{3}^{0},...x_{n}^{0})} seja um valor aproximado de {\displaystyle f(x_{1},x_{2},x_{3},...,x_{n})} com erro máximo absoluto inferior a um valor {\displaystyle \epsilon } pré-estabelecido.
Por simplicidade escolhe-se entre:
1. Princípio das influências iguais
2. Princípio dos erros iguais